# 블루 플래그

블루 플래그 로고

블루 플래그(영어: Blue Flag)는 환경교육재단 (FEE)이 해변, 마리나 또는 지속가능한 보트 관광 사업자가 기준을 충족한다는 인증이다. 블루 플래그는 60개 회원국의 65개 단체로 구성된 비영리 비정부 기구인 FEE가 소유한 상표이다.
FEE의 블루 플래그 기준은 품질, 안전, 환경 교육 및 정보, 서비스 제공 및 일반 환경 관리 기준을 포함한다. 블루 플래그는 높은 환경 및 품질 기준을 나타내는 것으로 해변, 마리나, 그리고 지속 가능한 보트 관광 사업자들에게 사용된다.
FEE가 시상이라고 부르는 인증서는 매년 FEE 회원국의 해변과 정박지에 발급됩니다. 이 상은 매년 6월 5일 유럽, 캐나다, 모로코, 튀니지 및 유사한 지리적 위치에 있는 다른 국가들에 대해, 그리고 카리브해, 뉴질랜드, 남아프리카 공화국 및 남반구의 다른 국가들에 대해 11월 1일에 발표된다.
유럽 연합에서 수질 표준은 EC 물 관리 기본지침에 통합되어 있다.
2016년 현재 스페인에는 1987년 이 상이 시작된 이후 매년 다른 어느 나라보다 더 많은 블루 플래그 해변이 있다.

## 역사
블루 플래그는 유럽환경교육재단의 시범 계획으로 1985년 프랑스에서 제정되었으며, 프랑스 해안지방자치단체는 하수처리 및 목욕수질에 관한 기준에 따라 청기를 수여받았으며, 프랑스 11개 지방자치단체는 1985년 이 상을 받았다.

### 성공
매년 블루 플래그 상의 수가 증가하고 있다. 이 기간 동안 기준은 보다 엄격한 기준으로 변경되었다. 예를 들어, 1992년에 프로그램은 필수 기준으로서 EEC 목욕물 지침의 제한적 지침 값을 사용하기 시작했고, 이 해는 모든 참여 국가에서 모든 청기 기준이 동일해진 해이기도 했다.

### 현재 프로그램
2015년에는 전 세계 4,154개 이상의 해변과 마리나가 블루 플래그를 수상했다.